# 佩里亞爾條鰍
佩里亞爾條鰍（學名：Nemacheilus periyarensis）為輻鰭魚綱鯉形目條鰍科條鰍屬的其中一種。被IUCN列為易危保育類動物，分布於亞洲印度喀拉拉邦的佩里亞爾湖流域，棲息在湖泊底層水域，生活習性不明。

## 扩展阅读
維基物種上的相關：佩里亞爾條鰍